# Пушкино (Севский район)
Пу́шкино — село в Севском районе Брянской области России. Административный центр Пушкинского сельского поселения.

## География
Село находится на расстоянии 11 км к западу от города Севск, административного центра района.

### Часовой пояс
Село Пушкино, как и вся Брянская область, находится в часовой зоне МСК (московское время). Смещение применяемого времени относительно UTC составляет +3:00.

## История
Село упоминается с середины XVII века как сторожевые заставы для обороны города Севск. В начале XVIII века — слобода, населённая преимущественно однодворцами, людьми пушкарского звания. В 1719—1720 годах была сооружена деревянная Покровская церковь. В 1938 году село Коростовка переименовано в Пушкино.

## Население
| 2010 | 2013 |
| ---- | ---- |
| 275  | ↘258 |